# هیگوچینسکی
آکیهیرو هیگوچی که همچنین با نام مستعار هیگوچینسکی شناخته می‌شود، کارگردان فیلم زاده اوکراین است که برای کارگردانی فیلم اوزوماکی (۲۰۰۰) که اقتباسی از مانگایی به همین نام از جونجی ایتو می‌باشد، شناخته شده‌است. هیگوچینسکی همچنین رویای طولانی، تله‌فیلمی محصول سال ۲۰۰۰ که اقتباسی از ناگای یومه داستانی دیگر از ایتو بود را کارگردانی کرد.

## کتابشناسی
- Edwards, Matthew (2017). Twisted Visions: Interviews with Cult Horror Filmmakers (به انگلیسی). McFarland & Company. ISBN 978-1476663760.